# Даузенау
Даузенау (њем. Dausenau) општина је у њемачкој савезној држави Рајна-Палатинат. Једно је од 137 општинских средишта округа Рајн-Лан. Према процјени из 2010. у општини је живјело 1.326 становника. Посједује регионалну шифру (AGS) 7141025.

## Географски и демографски подаци
Даузенау се налази у савезној држави Рајна-Палатинат у округу Рајн-Лан. Општина се налази на надморској висини од 94 метра. Површина општине износи 9,8 km². У самом мјесту је, према процјени из 2010. године, живјело 1.326 становника. Просјечна густина становништва износи 135 становника/km².